# La Nuit du Jabberwock
La Nuit du Jabberwock  — Night of the Jabberwock dans l'édition originale américain — est un roman policier publié par Fredric Brown en 1950.

## Résumé
À Carmel City, Al Grainger et Doc Stoeger, deux admirateurs de Lewis Carroll, aiment se retrouver pour jouer aux échecs. Stoeger, qui a fait paraître une monographie sur son auteur favori, rêve de publier un jour de vraies nouvelles. En attendant, il se console dans l'alcool. 
Vivant dans un monde où l'imaginaire à une grande part, Doc ne s'étonne pas un jour qu'un nouveau venu, Yehudi Smith, lui propose d'assister aux séances de la société secrète des Sabres verzibafres, baptisée d'après un vers du poème Jabberwocky dans De l'autre côté du miroir. Sa curiosité piquée au vif, il accompagne Smith dans une maison abandonnée où, sur une table, se trouve un flacon où est indiqué : « Buvez-moi ! », comme dans Alice au Pays des Merveilles. Smith boit et meurt. Affolé, Doc sort et aperçoit sa propre voiture, alors qu'il est venu dans celle de Smith. Dans le coffre, il découvre les cadavres de Ralph Bonney, un industriel du pays, et du shérif-adjoint Miles Harrison. C'est le début d'une folle machination criminelle dont Doc Stroeger est la victime terrifiée.

## Particularités du roman
Selon Jacques Baudou :
« L'implacable destin qui entraîne les personnages du roman noir est ici remplacé par l'histoire d'Alice au Pays des Merveilles et De l'autre côté du miroir. Là est la grande originalité de ce roman de Fredric Brown : les références à Lewis Carroll ne sont pas extérieures au récit. Elles y sont essentielles. La découverte de la vérité, l'identification du coupable et la reconstitution de la machination ne peuvent être réalisées que grâce à une autre logique, [...] celle des mondes de Lewis Carroll ».

## Éditions
Édition originale en anglais
- (en) Fredric Brown, Night of the Jabberwock, New York, E.P. Dutton & Co. Publishers, 1950 (OCLC 2279584) - édition américain

Éditions françaises
- (fr) Fredric Brown (auteur) et René Guyonnet (traducteur), Drôle de sabbat ! [« Night of the Jabberwock »], Genève, Ditis, coll. « Détective-club (Suisse) no 72 », 1951, 222 p.
- (fr) Fredric Brown (auteur) et René Guyonnet (traducteur), Drôle de sabbat ! [« Night of the Jabberwock »], Paris, Flammarion / Ditis, coll. « Détective-club (France) no 41 », 1951, 222 p. (BNF 31878778)
- (fr) Fredric Brown (auteur) et René Guyonnet (traducteur), Drôle de sabbat ! [« Night of the Jabberwock »], Genève, Édito-Service / Cercle du bibliophile, coll. « Les Chefs-d'œuvre du crime », 1974, 262 p. (BNF 34558729)
- (fr) Fredric Brown (auteur) et France-Marie Watkins (traducteur), La Nuit du Jabberwock [« Night of the Jabberwock »], Paris, J'ai lu, coll. « J'ai lu no 625 », 1975, 217 p. (BNF 34550466)
- (fr) Fredric Brown (auteur) et France-Marie Watkins (traducteur) (trad. de l'anglais), La Nuit du Jabberwock [« Night of the Jabberwock »], Rennes, Éditions Terre de Brume, coll. « Terres mystérieuses », 2005, 189 p. (ISBN 2-84362-270-0, BNF 39996255)
- (fr) Fredric Brown (auteur) et France-Marie Watkins (traducteur) (trad. de l'anglais), La Nuit du Jabberwock [« Night of the Jabberwock »], Paris, Payot & Rivages, coll. « Rivages/Noir no 634 », 2007, 238 p. (ISBN 978-2-7436-1634-2, BNF 40980968)

## Sources bibliographiques
- Jacques Baudou et Jean-Jacques Schleret, Les Métamorphoses de la chouette : Détective-club, Paris, Futuropolis, 1986 (ISBN 978-2-7376-5488-6), p. 43-44.
- Jean Tulard, Dictionnaire du roman policier : 1841-2005. Auteurs, personnages, œuvres, thèmes, collections, éditeurs, Paris, Fayard, 2005, 768 p. (ISBN 978-2-915793-51-2, OCLC 62533410), p. 233 (notice sur Drôle de sabbat).